# سينيماتيك عنابة
سينيماتيك عنابة من أشهر القاعات السينمائية بالجزائر تقع بمدينة عنابة أفتتحت أمام الجمهور عام 1948 م حيث إقيمت بها العديد من الفعاليات الثقافية السينمائية مثل الأيام االسينمائية للفيلم الأوروبيv  وعرض أفلام مهرجان عنابة للفيلم المتوسطي إضافة لورشات في المجال السينمائي 

## وصلة خارجية
- سينيماتك الجزائر